# Вінсент Ґрасс
Вінсент Ґрасс (фр. Vincent Grass, нід. Vincent Grass; нар. 9 січня 1949, Брюссель, Бельгія) — бельгійський актор кіно, театру та телебачення.

## Життєпис
Вінсент Ґрасс закінчив Королівську консерваторію Брюсселю. 
Працював актором у Національному театрі Бельгії. 
Кінодеб'ют Вінсента Ґрасса відбувся у 1976 році, коли він виконав невелику роль в стрічці «Паллітер». 

## Фільмографія
- 2019 — На порозі вічності / At Eternity's Gate — власник кав'ярні
- 2019 — Офіцер і шпигун / J'accuse — генерал Бійо, військовий міністр, наступник Мерсьє
- 2016 — Тутанхамон / Tutankhamun — археолог Ґастон Масперо
- 2015 — Володар перснів: Повернення короля / The Lord of the Rings: The Return of the King — Бофур
- 2013 — Марина / Marina — міністр
- 2008 — Гребля проти Тихого океану (2008) Un barrage contre le Pacifique — Барт, священник
- 2008 — Хроніки Нарнії: Принц Каспіан / The Chronicles of Narnia: Prince Caspian — лікар Корнеліус
- 2006 — Давид Ноланд / David Nolande — власник компанії
- 2005 — Королівський палац! (2005) Palais royal! — Ламаш
- 2005 — Імперія вовків / L'empire des loups — Маріус
- 2004 — Великий поцілунок / Big Kiss — Вандергут
- 2002 — Наполеон / Napoleon — Карл IV, король Іспанії
- 2002 — Маленький парижанин / Un petit Parisien — батько
- 2001 — Зміни моє життя / Change moi ma vie — клієнт-інвалід
- 2000 — Король танцює / Le roi danse — архієпископ Паризький
- 2000 — Ватель / Vatel — Батько Мартіна
- 1998 — Горнблавер / Hornblower — капітан Фоґет
- 1998 — Вічно молодий / Interdit de vieillir — Моріс Фортьє
- 1997 — Моє життя в рожевому кольорі / Ma vie en rose — режисер
- 1994 — Вигнання з раю / Fall from Grace — капрал
- 1994 — Закохані / Les amoureux — містер Ґодфрой
- 1994 — Підступність слави / Grosse fatigue — свінгер
- 1993 — Година свині / The Hour of the Pig — судовий пристав
- 1993 — Петен / Petain — Мандель
- 1992 — Я думаю про вас / Je pense a vous — епізодична роль
- 1992-2004 —  Меґре / Maigret — Маріньє / Френсіс
- 1992 — Жюлі Леско / Julie Lescaut — Фред Пастор
- 1991 — Рік пробудження (1991) L'annee de l'eveil — професор
- 1991 — Невтішний Ларґо / Largo desolato — епізодична роль
- 1991 — Опівнічні спогади / Memories of Midnight — Ів Ренар
- 1990 — Дякую, життя / Merci la vie
- 1990 — Уран / Uranus — Бог
- 1990 — Ніч лисиці / Night of the Fox — Ґрейзер
- 1990 — Австрійка / L'Autrichienne — Руссільйон
- 1988 — Вбити священика / To Kill a Priest — епізодична роль
- 1987 — Карнавал / Carnaval — епізодична роль
- 1986 — Перехрестя / Crossings — Шмідт
- 1985 — Кодове ім'я: Смарагд / Code Name: Emerald — слідопит
- 1981 — Еніґма / Enigma — радянський шпигун
- 1981 — Провінціалка / La provinciale — епізодична роль
- 1978 — Леді Оскар» / Lady Oscar — солдат
- 1978-2007 — Комісар Мулен / Commissaire Moulin — Інспектор Жервоаз
- 1976 — Паллітер» / Pallieter — епізодична роль